# Résolution 1823 du Conseil de sécurité des Nations unies
Membres permanents
- Chine
- États-Unis
- France
- Royaume-Uni
- Russie

Membres non permanents
- Afrique du Sud
- Burkina Faso
- Belgique
- Costa Rica
- Croatie
- Indonésie
- Italie
- Libye
- Panama
- Viet Nam

Résolution no 1822 Résolution no 1824
La résolution 1823 du Conseil de sécurité des Nations Unies, adoptée à l’unanimité le 10 juillet 2008, a levé les dernières sanctions internationales concernant la situation au Rwanda.

## Résolution
Saluant les récentes mesures prises en vue de rétablir la paix et la stabilité dans la région des Grands Lacs, le Conseil de sécurité a mis fin aux dernières mesures imposées à la suite du génocide de 1994 au Rwanda, visant à interdire la vente et la fourniture d'armes et de matériel connexe destinés à être utilisés dans ce pays.
Agissant en vertu du Chapitre VII de la Charte des Nations Unies, le Conseil a décidé de mettre fin aux interdictions imposées par les paragraphes 9 et 10 de la résolution 1011 (1995). Le paragraphe 9 exigeait que « tous les États continuent d’empêcher la vente ou la fourniture […] d’armes et de matériel connexe de tous types, y compris les armes et les munitions, les véhicules et équipements militaires, le matériel de police paramilitaire et les pièces détachées, au Rwanda ou à des personnes dans les États voisins du Rwanda si cette vente ou fourniture est destinée à l’utilisation de ces armes ou de ce matériel au Rwanda, à d’autres fins que le Gouvernement rwandais ».
Les dispositions du paragraphe 10 de cette résolution, qui interdisaient la revente, le transfert ou la mise à disposition d’armes ou de matériel connexe à l’usage de tout État voisin ou de toute personne n’étant pas au service du Gouvernement rwandais, ont également été levées. Le Conseil a également décidé de dissoudre le Comité des sanctions créé en 1994 pour surveiller l'embargo sur les armes concernant le Rwanda.
Tout en soulignant la nécessité pour les États de la région de veiller à ce que les armes et le matériel connexe qui leur sont livrés ne soient pas détournés ou utilisés par des groupes armés illégaux, la résolution a salué l’entrée en vigueur du Pacte régional des Grands Lacs sur la sécurité, la stabilité et le développement, qui avait été adopté l’année précédente lors du deuxième Sommet de la Conférence internationale sur la région des Grands Lacs.
Elle a également rappelé le communiqué conjoint signé par la République démocratique du Congo et le Rwanda le 9 novembre 2007 et les conclusions de la Conférence pour la paix, la sécurité et le développement au Nord et au Sud-Kivu, tenue en janvier 2008, qui, ensemble, « représentent une étape majeure vers le rétablissement d’une paix et d’une stabilité durables dans la région des Grands Lacs ». 

## Voir également
- Sanctions internationales
- Liste des résolutions du Conseil de sécurité des Nations unies sur le Rwanda
- Guerre civile rwandaise